# Heidehof - Golmberg
Heidehof - Golmberg este o arie protejată (arie specială de conservare — SAC, sit de importanță comunitară — SCI) din Germania întinsă pe o suprafață de 8.746,82 ha, integral pe uscat.

## Localizare
Centrul sitului Heidehof - Golmberg este situat la coordonatele 52°01′10″N 13°19′45″E / 52.0194°N 13.3292°E.

## Înființare
Situl Heidehof - Golmberg a fost declarat sit de importanță comunitară în septembrie 2000 pentru a proteja 11 specii de animale. Situl a fost protejat și ca arie specială de conservare în decembrie 1999.

## Biodiversitate
Situată în ecoregiunea continentală, aria protejată conține 6 habitate naturale: Vegetație psamofilă uscată cu Calluna și Genista, Vegetație psamofilă uscată cu pășuni deschise de Corynephorus și Agrostis, Pajiști uscate europene, Pajiști calcaroase din nisipuri xerice, Păduri de fag Luzulo-Fagetum, Păduri acidofile de stejar bătrân cu Quercus robur pe câmpii nisipoase.
La baza desemnării sitului se află mai multe specii protejate:
- păsări (4): minunița (Aegolius funereus), caprimulg (Caprimulgus europaeus), șoimul rândunelelor (Falco subbuteo), pupăză (Upupa epops)
- amfibieni (1): triton cu creastă (Triturus cristatus)
- mamifere (4): liliac cârn (Barbastella barbastellus), lupul (Canis lupus), liliac cu urechi mari (Myotis bechsteinii), liliac comun (Myotis myotis)
- nevertebrate (2): croitorul mare al stejarului (Cerambyx cerdo), rădașcă (Lucanus cervus)

Pe lângă speciile protejate, pe teritoriul sitului au mai fost identificate 3 specii de plante, 3 specii de amfibieni, 1 specie de reptile.